# Рапсище
Рапсище (укр.  Рапсище) — село,
Знаменский сельский совет,
Нововодолажский район,
Харьковская область, Украина.
Село ликвидировано в ? году.

## Географическое положение
Село Рапсище находится на левом берегу реки Иваны.
Река пересыхает и сильно заболочена. Ниже по течению на расстоянии в 1 км расположено село Знаменка. К селу примыкает лесной массив лес Найденов.

## История
- ? — село ликвидировано.